# Christina Henderson

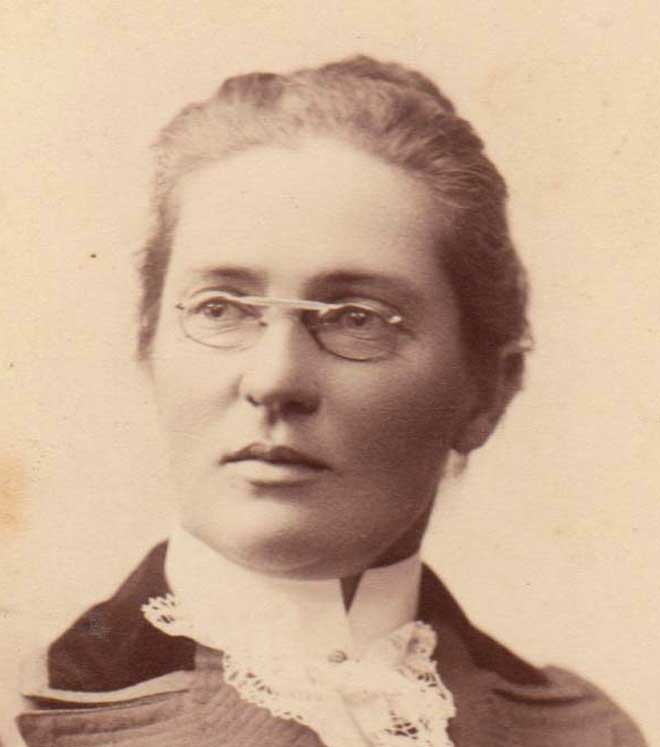
Christina Kirk Henderson (1900)

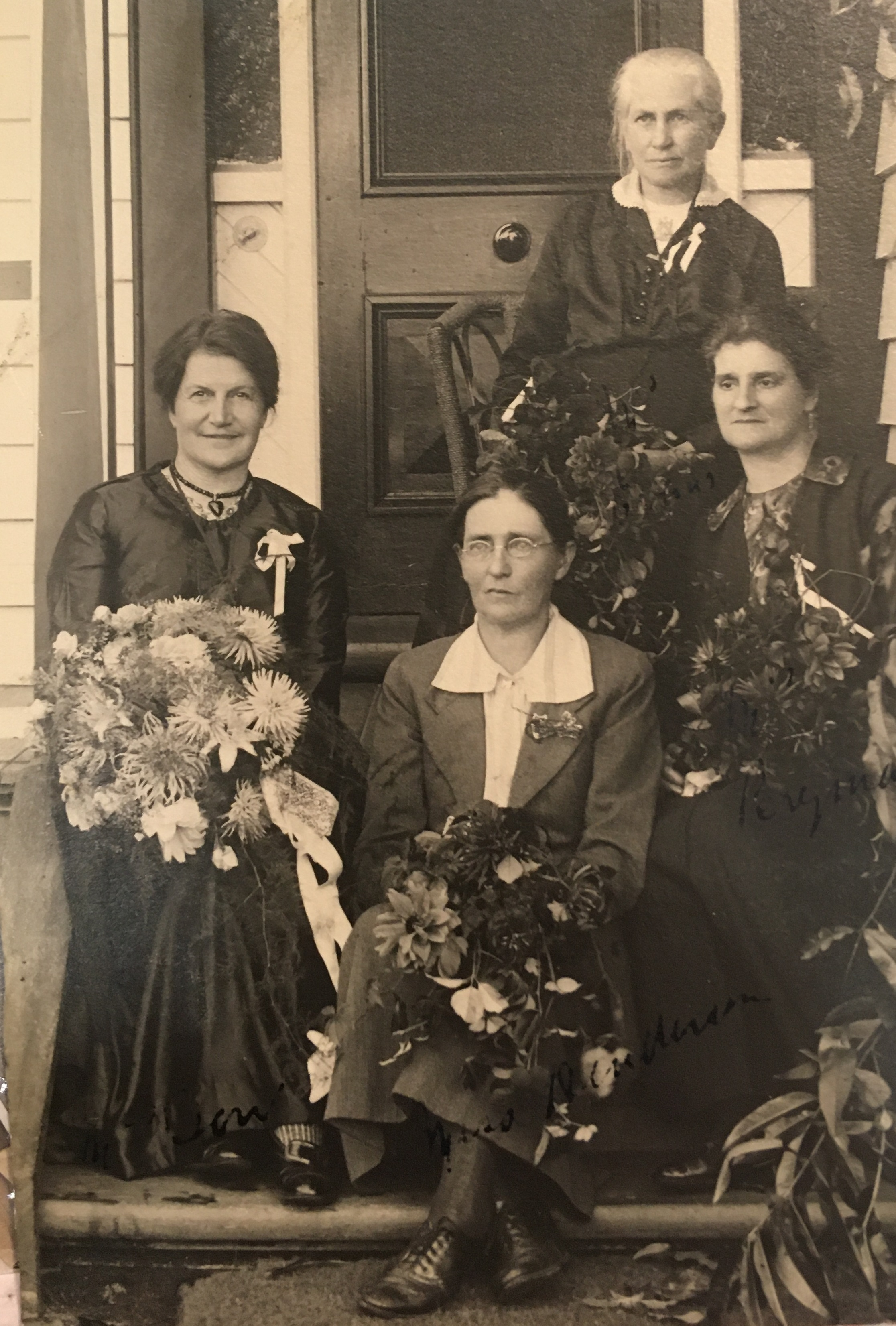
Christina Kirk Henderson, zweite von links (1922)

Christina Kirk Henderson (* 15. August 1861 in Emerald Hill, Melbourne, Australien; † 25. September 1953 in Christchurch, Neuseeland) war eine neuseeländische Lehrerin, Herausgeberin, Feministin, Prohibitionistin und Sozialreformerin.

## Frühes Leben
Christina Kirk Henderson wurde am 15. August 1861 als zweites von neun von Alice Connolly und ihrem Mann Daniel Henderson in Emerald Hill, einem Vorort von Melbourne geboren. Ihre Mutter war als Gouvernante tätig und ihr Vater hatte als Lebensmittelhändler, Flachsmüller und Angestellter unterschiedliche berufliche Tätigkeiten. Die Familie zog im Jahr 1863 oder 1864 zunächst nach Auckland in Neuseeland, danach nach Tauranga, in den späten 1860er Jahren nach Kaiapoi und anschließend nach Ashburton. Um das Jahr 1882 siedelte die Familie schließlich in Christchurch.
Henderson wurden in presbyterianischer Weise erzogen, besuchte Schulen in Auckland, Kaiapoi und Ashburton und war ab Dezember 1878 als Lehrkraft an der Ashburton School tätig. Nebenbei besuchte sie vor und nach der Schule sowie am Samstagmorgen Lehrerkurse und erhielt anschließend ein Stipendium, um ihre Ausbildung an der Christchurch Normal School abzuschließen. Sie bestand 1881 die Prüfung mit einem Klasse D Zertifikat und war kurzzeitig stellvertretende Schulleiterin an der sie lehrte. Von 1883 bis 1885 unterrichtete sie an der Springston School in Christchurch und begann zeitgleich ein Teilzeitstudium am damaligen Canterbury College. 1891 schloss sie ihr Studium mit einem Bachelor of Arts ab.
Als 1886 ihr Vater verstarb, musste Henderson bei acht Geschwistern mit zum Unterhalt der Familie beitragen. Sie bekam eine Stelle an der Christchurch Girls' High School, wurde 1889 erste Assistentin und war 1898 eine Zeit lang stellvertretende Schulleiterin. Doch der Schulrat hielt sie mit ihren Ansichten für zu radikal, um sie für die Position dauerhaft zu berufen. Sie unterrichtete die Fächer Latein und Englisch, gründete die Schulzeitschrift und war die erste Vorsitzende des Debattierclubs der Schule. Mit ihren starken religiösen Überzeugungen und Sympathien für den Sozialismus trat sie in einem kleinen sozialistischen Club in Christchurch bei, der sie in ihren Prinzipien bestätigte und förderte. Sie betrachtete den Kapitalismus als grausam und ungerecht, bekam nur die Hälfte vom Lohn eines Mannes und sah was das System bei den schwachen und unorganisierten Arbeiterinnen anrichtete.
Henderson wurde Präsidentin der 1901 gegründeten Association of Women Teachers, die sich für eine bessere Bezahlung für Lehrerinnen einsetzte. In den frühen 1890er Jahren nahm sie an den Kampagnen für das Frauenwahlrecht teil und schloss sich der Canterbury Liberal Association an. Da ihr auch das Wohlergehen der Kinder am Herzen lag, wurde sie 1898 Mitglied der Canterbury Children's Aid Society. Sie wurde auch Mitglied des National Council of Women of New Zealand (NCWNZ) und war in den Jahren von 1902 bis 1905 Sekretärin der Organisation. Nach dem Niedergang des NCWNZ hielt sie Kontakt zum International Council of Women. Im September 1916 tat sich Henderson mit Kate Sheppard und Jessie Mackay zusammen, um den NCWNZ wiederzubeleben. von 1917 bis 1919 übernahm sie das Amt der Sekretärin der Zweigs der Organisation in Christchurch und ließ sich dann 1919 erneut zur Sekretärin der nationalen Organisation wählen, trat dann aber im Jahr 1922 von dem Amt aus gesundheitlichen Gründen zurück. Von 1919 bis 1924 hatte sich auch das Amt der Präsidentin des Zweigs der Organisation in Christchurch inne.
Im Kampf für die Prohibition war Henderson in der Christchurch Prohibition League engagiert und von 1901 bis 1913 deren ehrenamtliche Sekretärin. 1912 gab sie die Prohibitionszeitschrift Reformer heraus. Ihre Arbeit in der Women’s Christian Temperance Union New Zealand begann im Jahr 1913, als sie zur korrespondierenden Sekretärin und zur juristischen und parlamentarischen Superintendentin gewählt wurde. Bis 1938 war sie für die Prüfung aller Gesetze zuständig, die Frauen und Kinder betrafen, eine Aufgabe, die unzählige Briefe, Petitionen, Eingaben und Deputationen umfasste. Sie kämpfte für das Recht von Frauen, u. a. als Polizistinnen, Parlamentsabgeordnete, Geschworene und als Justices of the Peace dienen zu können. Zum letzteren Amt wurde sie selbst am 23. Februar 1928 ernannt.
Da Hendersons Schwester in der Missionsarbeit tätig war, übernahm sie eine aktive Rolle in der Presbyterian Women's Missionary Union of New Zealand, war von 1917 bis 1920 Sekretärin der Organisation und übernahm von 1930 bis 1932 das Amt der Präsidentin. Ihr Hauptbeitrag war aber die redaktionelle Arbeit in den Jahren 1923 bis 1946 für die Zeitschrift Harvest Field, die die Organisation herausgab. In den letzten Jahren ihres Lebens teilten sich beide Schwestern in Haus in Sumner. Christina Kirk Henderson verstarb, bis zuletzt bei klarem Verstand, am 27. September 1953 im Public Hospital in Christchurch.